# ФК Бордо
ФК „Жиронден дьо Бордо“ (на френски: FC Girondins de Bordeaux), или само „Бордо“, е футболен клуб от град Бордо, Франция.
Клубът е основан през 1881 г. Той е сред най-титулуваните френски отбори и редовен участник в европейските клубни турнири. Печели френската Лига 1 през 1950, 1984, 1985, 1987, 1999 и 2009 г.
До 2015 година играе домакинските си мачове на „Стад Шабан Делма“, който носи името на бившия кмет на града Жак Шабан Делма. Предишното име на стадиона е „Parc Lescure“. От 2015/16 новия дом на клуба е Матмю Атлантик с капацитет 42 115 зрители.

## История
Спорна е датата кога точно е създаден „Бордо“. Според някои източници това се е случило на 1 октомври 1881 г., а според други – на 1 февруари 1882 г. Първия си официален мач отборът играе през 1919 г., а професионален статут придобива през 1937 г.
През 1941 г. печели първия си трофей – Купата на Франция. През сезон 1949 – 50 „Бордо“ става шампион на Лига 1 – само година, след като са били шампиони на Лига 2.
През 1980-те години „Бордо“ печели 3 шампионски титли и 2 купи на Франция. Сезон 1986 – 87 е най-успешен за „жирондинците“ във вътрешния шампионат, като отборът постига първия си и единствен дубъл. Следващите 10 г. са трудни за отбора.
В началото на 1990-те години „Бордо“ изпада във финансова криза и логично поема към втория ешелон. Само след няколко сезона в Лига 2, финансово обезпечен и възроден, отборът се завръща отново в елита, където се състезава. От 2001 г. насам клубът е дъщерно дружество на френската мултимедийна група M6.

## Предишни имена
| Години      | Име                                                                         |
| ----------- | --------------------------------------------------------------------------- |
| 1881 – 1919 | „СЖТЖ“ SGTG                                                                 |
| 1919 – 1924 | „Жирондан“ Girondins                                                        |
| 1924 – 1930 | „Жирондан Гюйен Спор“ Girondins Guyenne Sports                              |
| 1934 – 1936 | „ФК Испано-Бастидиен“ FC Hispano-Bastidienne                                |
| 1936 – 1940 | „Жирондан дьо Бордо ФК“ Girondins de Bordeaux Football Club                 |
| 1940 – 1945 | „Жирондан Асосиасион спортив дю Пор“ Girondins Association sportive du Port |
| 1945 –      | „ФК де Жирондан дьо Бордо“ Football Club des Girondins de Bordeaux          |

## Европейски клубни турнири
Най-големият успех на клуба е достигане до финал в турнира за Купата на УЕФА през 1996 г. До него достига, след като печели турнира Интертото в същата година и получава право на участие в турнира за Купата на УЕФА. След победи над „Вардар“ (Скопие), „Ротор“ (Волгоград) и испанския „Бетис“ жирординците се изправят в 1/4 финала срещу „Милан“, а на полуфинала постигат победа над „Славия“ (Прага). Губят финала от „Байерн“ (Мюнхен) с общ резултат 5:1. (По онова време финалът се играе в 2 срещи при разменено домакинство, гол отбелязва Емил Костадинов, който тогава носи екипа на баварския гранд.)

## Успехи
Национални:
- „Лига 1:
  -  Шампион (6): 1949/50, 1983/84, 1984/85, 1986/87, 1998/99, 2008/09.
  -  Вицешампион (9): 1951/52, 1964/65, 1965/66, 1968/69, 1982/83, 1987/88, 1989/90, 2005/06, 2007/08.
- Бронзов медал (4): 1952/53, 1953/54, 1980/81, 1985/86
- Лига 2:
  -  Шампион (1): 1991/92.
- Купа на Франция:
  -  Носител (4): 1940/41, 1985/86, 1986/87, 2012/13
  -  Финалист (6): 1943, 1952, 1955, 1964, 1968, 1969
- Купа на френската лига:
  -  Носител (3): 2001/02 [1]., 2006/07, 2008/09
  -  Финалист (2): 1997, 1998
- Суперкупа на Франция: (Trophée des champions)
  -  Носител (3): 1986, 2008, 2009
  -  Финалист (4): 1968, 1985, 1999, 2013

Международни:
- Алпийска купа:
  -  Носител (1): 1980
  -  Финалист (2): 1972
- Интертото:
  -  Носител (1): 1995/96
- Шампионска лига/(КЕШ):
  - 1/2 финалист (1): 1984/85
  - 1/4 финалист (2): 1987/88, 2009/10
- Купа на УЕФА/Лига Европа:
  -  Финалист (2): 1995/96
  - 1/4 финалист (2): 1998/99, 2003/04
- Латинска Купа:
  -  Финалист (1): 1950

Други:
- Суперкупа на Франция: (Challenge des champions (1955 – 1986))
  -  Носител (1): 1986
- Аматьорски шампионат на Франция:
  -  Шампион (2): 1936/37, 1943/44
- Купа Шарл Драго (1953 – 1965):
  -  Финалист (1): 1965

## Настоящ състав
| Вратари | Вратари           |
| ------- | ----------------- |
| 1       | Симон Лефебър     |
| 16      | Седрик Карасо     |
| 30      | Жером Прио        |
| 40      | Александър Брукат |

| Защитници | Защитници        |
| --------- | ---------------- |
| 2         | Милан Гайч       |
| 3         | Диего Контенто   |
| 4         | Диего Контенто   |
| 5         | Николас Палоа    |
| 6         | Лудовик Сане     |
| 21        | Седрик Ямбере    |
| 26        | Фредерик Гилбърт |
| 29        | Максим Пунже     |
| 35        | Илиас Хасани     |
| 36        | Давид Самбиса    |

| Полузащитници | Полузащитници  |
| ------------- | -------------- |
| 7             | Абду Траоре    |
| 8             | Грегори Сертич |
| 11            | Клеман Шантом  |
| 17            | Андре Поко     |
| 18            | Ярослав Плашил |
| 19            | Николас Морис  |
| 22            | Адам Унас      |
| 23            | Валентин Вада  |
| 24            | Уахби Хазри    |
| 28            | Кевин Сони     |
| 31            | Робин Молун    |
| –             | Мауро Арамбари |

| Нападатели | Нападатели   |
| ---------- | ------------ |
| 9          | Диего Ролан  |
| 12         | Исак Телин   |
| 13         | Томас Туре   |
| 14         | Чейк Диабате |
| 20         | Юси          |
| 27         | Енцо Кривели |

## Известни бивши футболисти
- Ибраима Ба
- Патрик Батистон
- Ерик Кантона
- Дидие Дешам
- Кристоф Дюгари
- Бернар Лакомб
- Бишенте Лизаразу
- Жан-Пиер Папен
- Ален Жирес
- Жан Тигана
- Мариус Трезор
- Силвен Вилтор
- Зинедин Зидан
- Йоан Гуркюф
- Ален Рош
- Али Бенарбия
- Маруан Шамах
- Енцо Шифо
- Марк Вилмотс
- Патрик Верваарт
- Едуардо Соуса
- Денилсон
- Рикардиньо
- Савио
- Марсио Сантош
- Едисон Переа Валенсия
- Владимир Шмицер
- Ярослав Плашил
- Клаус Алофс
- Манфред Калц
- Дитер Мюлер
- Михалис Капсис
- Артноур Гудьонсен
- Вим Кифт
- Кики Мусампа
- Ричард Вичге
- Педро Паулета
- Алексей Смертин
- Алберт Риера

## Бивши треньори
- Раймон Гуталс
- Жерар Жили
- Ролан Курбис
- Тони
- Славолюб Муслин
- Мишел Павон
- Рикардо Гомеш
- Лоран Блан
- Жан Тигана